# Panborough
Panborough – przysiółek w Anglii, w Somerset. Leży 7 km od miasta Wells, 31,9 km od miasta Taunton i 189,2 km od Londynu. W latach 1870–1872 miejscowość liczyła 81 mieszkańców. Panborough jest wspomniana w Domesday Book (1086) jako Wadeneberie/Padenaberia.